# Royal Dano
Royal Dano (New York, 16 novembre 1922 – Los Angeles, 15 maggio 1994) è stato un attore statunitense.
Recitò in oltre 70 film dal 1949 al 1993 e apparve in oltre 110 produzioni televisive dal 1949 al 1990.

## Biografia
Figlio di Caleb Edward Dano e di Mary Josephine O'Connor, un'immigrata irlandese, lasciò la casa all'età di dodici anni e, a vari intervalli, visse in Florida, Texas e California. Dopo aver raggiunto un'intesa con il padre, accettò di proseguire gli studi a condizione che gli fosse permesso di viaggiare. Prestò servizio nell'esercito degli Stati Uniti durante la seconda guerra mondiale dove raggiunse il grado di sergente.
Iniziò a lavorare come attore in teatro e fece parte di diverse produzioni a Broadway fin dalla seconda metà degli anni 40.
Fu interprete di diversi personaggi per serie televisive, tra cui Abraham Lincoln in 5 episodi della serie Omnibus (1952-1953), Hector Webb nel doppio episodio Silvia della serie La casa nella prateria (1981), più un altro episodio con un altro ruolo, il giudice Clinton Sternwood in due episodi della serie I segreti di Twin Peaks (1990) e collezionò molte altre partecipazioni dagli anni 50 agli anni 90 in veste di guest star o di interprete di personaggi perlopiù minori in numerosi episodi.
Fu inoltre accreditato in diverse produzioni cinematografiche per le quali interpretò personaggi più o meno secondari, come il vice sceriffo Calvin Wiggs in La congiura degli innocenti (1955), l'apostolo Pietro in Il re dei re (1961) e l'anziano morto vivente Gramps ("nonnino" nella versione in italiano), ex cercatore d'oro del vecchio West, nella commedia horror La casa di Helen (1987).
Per la televisione la sua ultima interpretazione risale a un episodio della serie televisiva I segreti di Twin Peaks, trasmesso il 27 ottobre 1990. Per quanto riguarda le interpretazioni cinematografiche, l'ultima fu quella nel film La metà oscura (1993), in cui recitò nel ruolo di Digger Holt.
Morì per un attacco di cuore a Los Angeles, in California, il 15 maggio 1994 e fu seppellito al Los Angeles National Cemetery.

## Filmografia

### Cinema
- Il regno del terrore (Reign of Terror), regia di Anthony Mann (1949)
- Sparate senza pietà (Undercover Girl), regia di Joseph Pevney (1950)
- I due banditi (Under the Gun), regia di Ted Tetzlaff (1951)
- La prova del fuoco (The Red Badge of Courage), regia di John Huston (1951)
- Jeff lo sceicco ribelle (Flame of Araby), regia di Charles Lamont (1951)
- Là dove scende il fiume (Bend of the River), regia di Anthony Mann (1952)
- Gli occhi che non sorrisero (Carrie), regia di William Wyler (1952)
- Johnny Guitar, regia di Nicholas Ray (1954)
- Terra lontana (The Far Country), regia di Anthony Mann (1954)
- La congiura degli innocenti (The Trouble with Harry), regia di Alfred Hitchcock (1955)
- La legge del capestro (Tribute to a Bad Man), regia di Robert Wise (1956)
- Moby Dick, la balena bianca (Moby Dick), regia di John Huston (1956)
- Santiago, regia di Gordon Douglas (1956)
- Web il coraggioso (Tension at Table Rock), regia di Charles Marquis Warren (1956)
- Delitto senza scampo (Crime of Passion), regia di Gerd Oswald (1957)
- I pionieri del Wisconsin (All Mine to Give), regia di Allen Reisner (1957)
- Schiava degli apaches (Trooper Hook), regia di Charles Marquis Warren (1957)
- La tragedia del Rio Grande (Man in the Shadow), regia di Jack Arnold (1957)
- Lo sperone insanguinato (Saddle the Wind), regia di Robert Parrish (1958)
- Handle with Care, regia di David Friedkin (1958)
- Dove la terra scotta (Man of the West), regia di Anthony Mann (1958)
- Gangster, amore e... una Ferrari (Never Steal Anything Small), regia di Charles Lederer (1959)
- Il re della prateria (These Thousand Hills), regia di Richard Fleischer (1959)
- The Boy and the Bridge, regia di Kevin McClory (1959)
- Il mostro è dietro l'angolo (Face of Fire), regia di Albert Band (1959)
- Sei colpi in canna (Hound-Dog Man), regia di Don Siegel (1959)
- Le avventure di Huck Finn (The Adventures of Huckleberry Finn), regia di Michael Curtiz (1960)
- Cimarron, regia di Anthony Mann (1960)
- La squadra infernale (Posse from Hell), regia di Herbert Coleman (1961)
- Il re dei re (King of Kings), regia di Nicholas Ray (1961)
- Sam il selvaggio (Savage Sam), regia di Norman Tokar (1963)
- Le 7 facce del Dr. Lao (7 Faces of Dr. Lao), regia di George Pal (1964)
- Pistole roventi (Gunpoint), regia di Earl Bellamy (1966)
- Tempo di terrore (Welcome to Hard Times), regia di Burt Kennedy (1967)
- Sfida oltre il fiume rosso (The Last Challenge), regia di Richard Thorpe (1967)
- L'ultimo colpo in canna (Day of the Evil Gun), regia di Jerry Thorpe (1968)
- Il cocktail del diavolo (If He Hollers, Let Him Go!), regia di Charles Martin (1968)
- Ultima notte a Cottonwood (Death of a Gunfighter), regia di Don Siegel e Robert Totten (1969)
- I due invincibili (The Undefeated), regia di Andrew V. McLaglen (1969)
- Slingshot (1971)
- Machismo: 40 Graves for 40 Guns, regia di Paul Hunt (1971)
- Il magliaro a cavallo (Skin Game), regia di Paul Bogart (1971)
- Fango, sudore e polvere da sparo (The Culpepper Cattle Co.), regia di Dick Richards (1972)
- La banda di Jesse James (The Great Northfield Minnesota Raid), regia di Philip Kaufman (1972)
- Il messia del diavolo (Messiah of Evil), regia di Willard Huyck e Gloria Katz (1973)
- Howzer, regia di Ken Luber (1973)
- Roger il re dei cieli (Ace Eli and Rodger of the Skies), regia di John Erman (1973)
- La stella di latta (Cahill U.S. Marshal), regia di Andrew McLaglen (1973)
- Electra Glide (Electra Glide in Blue), regia di James William Guercio (1973)
- F.B.I. e la banda degli angeli (Big Bad Mama), regia di Steve Carver (1974)
- Party selvaggio (The Wild Party), regia di James Ivory (1975)
- Quella sporca ultima notte (Capone), regia di Steve Carver (1975)
- Il texano dagli occhi di ghiaccio (The Outlaw Josey Wales), regia di Clint Eastwood (1976)
- Drum, l'ultimo mandingo (Drum), regia di Steve Carver (1976)
- The Killer Inside Me, regia di Burt Kennedy (1976)
- Bad Georgia Road, regia di John C. Broderick (1977)
- Hughes and Harlow: Angels in Hell, regia di Larry Buchanan (1978)
- The One Man Jury, regia di Charles Martin (1978)
- In Search of Historic Jesus, regia di Henning Schellerup (1979)
- Take This Job and Shove It, regia di Gus Trikonis (1981)
- Hammett: indagine a Chinatown (Hammett), regia di Wim Wenders (1982)
- Qualcosa di sinistro sta per accadere (Something Wicked This Way Comes), regia di Jack Clayton (1983)
- Uomini veri (The Right Stuff), regia di Philip Kaufman (1983)
- Teachers, regia di Arthur Hiller (1984)
- Cocaine Wars, regia di Hector Olivera (1985)
- Red Headed Stranger, regia di William D. Wittliff (1986)
- La casa di Helen (House II: The Second Story), regia di Ethan Wiley (1987)
- Appuntamento con un angelo (Date with an Angel), regia di Tom McLoughlin (1987)
- Killer Klowns from Outer Space, regia dei fratelli Chiodo (1988)
- Ghoulies II - il principe degli scherzi (Ghoulies II), regia di Albert Band (1988)
- Spaced Invaders, regia di Patrick Read Johnson (1990)
- Joey Takes a Cab, regia di Albert Band (1991)
- La metà oscura (The Dark Half), regia di George A. Romero (1993)

### Televisione
- Lights Out – serie TV, episodio 2x15 (1949)
- Suspense – serie TV, 7 episodi (1949-1954)
- Pulitzer Prize Playhouse – serie TV, un episodio (1950)
- Lux Video Theatre – serie TV, un episodio (1950)
- Celanese Theatre – serie TV, un episodio (1951)
- Omnibus – serie TV, 5 episodi (1952-1953)
- Studio One – serie TV, 3 episodi (1952-1955)
- The Web – serie TV, un episodio (1954)
- Kraft Television Theatre – serie TV, un episodio (1954)
- The United States Steel Hour – serie TV, un episodio (1954)
- The Big Story – serie TV, un episodio (1954)
- The Motorola Television Hour – serie TV, un episodio (1954)
- The Man Behind the Badge – serie TV, un episodio (1954)
- You Are There – serie TV, un episodio (1954)
- Armstrong Circle Theatre – serie TV, un episodio (1954)
- Justice – serie TV, 2 episodi (1954)
- Gunsmoke – serie TV, 13 episodi (1955-1971)
- Camera Three – serie TV, un episodio (1955)
- Climax! – serie TV, 2 episodi (1956-1958)
- Cavalry Patrol – film TV (1956)
- The 20th Century-Fox Hour – serie TV, episodio 1x13 (1956)
- General Electric Theater – serie TV, episodio 5x05 (1956)
- Alfred Hitchcock presenta (Alfred Hitchcock Presents) – serie TV, episodi 2x17- 5x33 (1957-1960)
- Playhouse 90 – serie TV, un episodio (1957)
- Wire Service – serie TV, episodio 1x31 (1957)
- Papà ha ragione (Father Knows Best) – serie TV, un episodio (1957)
- Schlitz Playhouse of Stars – serie TV, un episodio (1957)
- The Web – serie TV, un episodio (1957)
- The Millionaire – serie TV, un episodio (1957)
- The Restless Gun – serie TV, episodio 1x11 (1957)
- Decision – serie TV, un episodio (1958)
- The Rebel – serie TV, 2 episodi (1959-1961)
- The Rifleman – serie TV, 5 episodi (1959-1962)
- Carovane verso il west (Wagon Train) – serie TV, 2 episodi (1959-1963)
- Westinghouse Desilu Playhouse – serie TV, episodio 1x11 (1959)
- Letter to Loretta – serie TV, un episodio (1959)
- Ricercato vivo o morto (Wanted: Dead or Alive) – serie TV, episodio 2x03 (1959)
- Hotel de Paree – serie TV, un episodio (1959)
- Tales of Wells Fargo – serie TV, 2 episodi (1960-1962)
- Johnny Ringo – serie TV, un episodio (1960)
- Tate – serie TV, un episodio (1960)
- The Case of the Dangerous Robin – serie TV, un episodio (1960)
- Corruptors (Target: The Corruptors) – serie TV, episodi 1x10-1x27 (1961-1962)
- Gunslinger – serie TV, episodio 1x01 (1961)
- Have Gun - Will Travel – serie TV, episodio 4x22 (1961)
- Route 66 – serie TV, un episodio (1961)
- I racconti del West (Zane Grey Theater) – serie TV, un episodio (1961)
- Frontier Circus – serie TV, un episodio (1961)
- Gli uomini della prateria (Rawhide) – serie TV, 4 episodi (1962-1965)
- Il virginiano (The Virginian) – serie TV, 5 episodi (1962-1966)
- Bonanza – serie TV, 3 episodi (1962-1967)
- The New Breed – serie TV, episodio 1x17 (1962)
- The Lloyd Bridges Show – serie TV, un episodio (1962)
- Mister Magoo's Christmas Carol – film TV (1962)
- Dakota (The Dakotas) – serie TV, episodio 1x15 (1963)
- La legge del Far West (Temple Houston) – serie TV, episodio 1x04 (1963)
- Mr. Novak – serie TV, episodio 1x08 (1963)
- Ben Casey – serie TV, episodio 3x20 (1964)
- The Travels of Jaimie McPheeters – serie TV, episodio 1x19 (1964)
- Il fuggiasco (The Fugitive) – serie TV, un episodio (1964)
- L'ora di Hitchcock (The Alfred Hitchcock Hour) – serie TV, episodio 3x02 (1964)
- Death Valley Days – serie TV, 5 episodi (1965-1970)
- La leggenda di Jesse James (The Legend of Jesse James) – serie TV, un episodio (1965)
- The Long, Hot Summer – serie TV, un episodio (1965)
- Daniel Boone – serie TV, 2 episodi (1966-1967)
- La grande vallata (The Big Valley) – serie TV, 4 episodi (1966-1969)
- Lost in Space – serie TV, un episodio (1966)
- I giorni della paura (The Dangerous Days of Kiowa Jones) – film TV (1966)
- Il grande teatro del west (The Guns of Will Sonnett) – serie TV, 2 episodi (1967-1968)
- F.B.I. (The F.B.I.) – serie TV, 2 episodi (1967-1970)
- Iron Horse – serie TV, episodio 1x17 (1967)
- Pistols 'n' Petticoats – serie TV, un episodio (1967)
- Hondo – serie TV, episodio 1x08 (1967)
- Cimarron Strip – serie TV, 2 episodi (1967)
- Cowboy in Africa – serie TV, un episodio (1968)
- Sui sentieri del West (The Outcasts) – serie TV, episodio 1x06 (1968)
- Il fantastico mondo di Mr. Monroe (My World and Welcome to It) – serie TV, un episodio (1969)
- Dove vai Bronson? (Then Came Bronson) – serie TV, un episodio (1969)
- Run, Simon, Run – film TV (1970)
- Hawaii squadra cinque zero (Hawaii Five-O) – serie TV, un episodio (1970)
- Due onesti fuorilegge (Alias Smith and Jones) – serie TV, un episodio (1971)
- Decisions! Decisions! – film TV (1971)
- Squadra emergenza (Emergency!) – serie TV, 2 episodi (1972-1976)
- Mistero in galleria (Night Gallery) – serie TV, un episodio (1972)
- The Manhunter – film TV (1972)
- La notte del lupo mannaro (Moon of the Wolf) – film TV (1972)
- Detective anni '30 (Banyon) – serie TV, un episodio (1972)
- Kung Fu – serie TV, un episodio (1973)
- Cannon – serie TV, un episodio (1973)
- Sulle strade della California (Police Story) – serie TV, 2 episodi (1974-1975)
- Doc Elliot – serie TV, un episodio (1974)
- Il pianeta delle scimmie (Planet of the Apes) – serie TV, un episodio (1974)
- Adam-12 – serie TV, un episodio (1975)
- Huckleberry Finn – film TV (1975)
- Pepper Anderson agente speciale (Police Woman) – serie TV, un episodio (1976)
- Racconti della frontiera (The Quest) – serie TV, un episodio (1976)
- Quincy (Quincy M.E.) – serie TV, 2 episodi (1977-1979)
- Alla conquista del West (How the West Was Won) - serie TV (1977)
- Codice R (Code R) – serie TV, un episodio (1977)
- ABC Weekend Specials – serie TV, un episodio (1977)
- Murder in Peyton Place – film TV (1977)
- Nel tunnel dei misteri con Nancy Drew e gli Hardy Boys (The Hardy Boys/Nancy Drew Mysteries) – serie TV, un episodio (1978)
- Alla conquista del West (How the West Was Won)– miniserie TV, un episodio (1978)
- Donner Pass: The Road to Survival – film TV (1978)
- Sos Miami Airport (Crash) – film TV (1978)
- Greatest Heroes of the Bible – serie TV, un episodio (1978)
- La casa nella prateria (Little House on the Prairie) – serie TV, episodi 6x12-7x17-7x18 (1979-1981)
- L'abisso - Storia di una madre e di una figlia (Strangers: The Story of a Mother and Daughter) – film TV (1979)
- The Last Ride of the Dalton Gang – film TV (1979)
- Fantasilandia (Fantasy Island) – serie TV, un episodio (1982)
- Credere per vivere (Will There Really Be a Morning?) – film TV (1983)
- CHiPs – serie TV, episodio 6x21 (1983)
- Murder 1, Dancer 0 – film TV (1983)
- The Mississippi – serie TV, un episodio (1983)
- Storie incredibili (Amazing Stories) - serie TV, episodio 1x16 (1986)
- LBJ: The Early Years – film TV (1987)
- Once Upon a Texas Train – film TV (1988)
- I segreti di Twin Peaks (Twin Peaks) – serie TV, 2 episodi (1990)

## Doppiatori italiani
Nelle versioni in italiano delle opere in cui ha recitato, Royal Dano è stato doppiato da:
- Renato Turi in Terra lontana, La congiura degli innocenti, Gangster, amore e... una Ferrari
- Cesare Polacco in La tragedia del Rio Grande, Alla conquista del West
- Giorgio Capecchi in Johnny Guitar
- Lauro Gazzolo in Moby Dick, la balena bianca
- Nando Gazzolo in Lo sperone insanguinato
- Giulio Bosetti in Le avventure di Huck Finn
- Mario Pisu ne Il re dei re
- Bruno Persa in Sam il selvaggio
- Sergio Tedesco in Pistole roventi
- Vittorio Di Prima in L'ultimo colpo in canna
- Arturo Dominici in Ultima notte a Cottonwood
- Franco Odoardi ne Il texano dagli occhi di ghiaccio
- Riccardo Garrone in La casa nella prateria (ep. 6x12)
- Dario De Grassi in La casa nella prateria (ep. 7x17-7x18)
- Mario Feliciani in Qualcosa di sinistro sta per accadere
- Sandro Tuminelli in La casa di Helen
- Sergio Rossi ne I segreti di Twin Peaks
- Mario Milita in La metà oscura